# Живот буба
Живот буба (енгл. A Bug's Life) амерички je рачунарски анимирани комични филм из 1998. године у продукцији Pixar Animation Studios-а за Walt Disney Pictures. Представља други филм у низу који је продуцирао Pixar. У режији Џона Ласетера и сурежији Ендруа Стантона, филм приказује усамљеног мрава Флика који тражи „тешке ратнике” како би спасио своју колонију од похлепних скакаваца. Испоставило се да је регрутована група инсеката у ствари неспретна циркуска дружина. Гласове су дали глумци: Дејв Фоли, Кевин Спејси, Џулија Луј-Драјфус и Хејден Панетијер итд.
Филм је надахнут басном Цврчак и мрави грчког баснописца Езопа.

## Приказивање
Светска премијера је одржана 14. новембра 1998. у Лос Анђелесу. Неколико дана пре премијере, филм је приказан на Кемп Дејвиду 8. новембра исте године. Дан касније, екипа филма се сликала у Белој кући.

## Пријем
Живот буба је зарадио око 33,3 милиона долара првог викенда, заузимајући прво место на благајнама. Успео је да задржи своје место две недеље док га нису заузеле Звездане стазе: Побуна. Филм је такође зарадио 46,5 милиона долара током петодневног викенда поводом Дана захвалности, надмашивши досадашњег рекордера 101 Далматинца. Године 1999. овај рекорд је надмашио Прича о играчкама 2, која ће имати треће по величини петодневно отварање у среду, одмах после Дана независности и Фантомска претња.